# Parencyrtus
Parencyrtus is een geslacht van vliesvleugeligen uit de familie Encyrtidae. De wetenschappelijke naam van dit geslacht is voor het eerst geldig gepubliceerd in 1900 door Ashmead.

## Soorten
Het geslacht Parencyrtus is monotypisch en omvat slechts de volgende soort:
- Parencyrtus brasiliensis Ashmead, 1900